# Orquestra Nacional Real Escocesa
A Orquestra Nacional Real Escocesa (em inglês: Royal Scottish National Orchestra) é a orquestra sinfônica nacional da Escócia. Sediada em Glasgow, conta com noventa músicos, e se apresenta regularmente em Edimburgo, Aberdeen e Dundee.
A orquestra foi fundada em 1891 como Orquestra Escocesa. Sob a batuta do primeiro maestro escocês, Sir Alexander Gibson, a orquestra começou a fazer fama internacionalmente, principalmente com interpretações de obras de compositores escandinávios, como Jean Sibelius e Carl Nielsen. Essa fama foi consolidando-se no mandato de Neeme Järvi. O segundo e último escocês a comandar a orquestra foi Bryden Thomson, que conduziu o memorável ciclo das sinfonias de Nielsen.
A orquestra baseia-se no Henry Wood Hall em Glasgow. Entretanto  a orquestra apresenta-se no Glasgow Royal Concert Hall, Usher Hall, Teatro do Festival de Edimburgo, Dundee Caird Hall, Aberdeen Music Hall, Perth Concert Hall e no Eden Court Inverness.
Nas décadas de 1980 e 1990 a orquestra fez muitas gravações com a Chandos Records. A orquestra também conta com o Coro da Orquestra Nacional Real Escocesa, formado em 1843 para cantar a primeira performance completa do Messiah de Handel. Desde 2006 o maestro do coral tem sido Timothy Dean.
O atual diretor musical da orquestra é Stéphane Denève, que está no cargo desde 2005, contando com David Danzmayr como seu assistente.

## Maestros Principais
- Stéphane Denève (2005–Presente)
- Alexander Lazarev (1997-2005)
- Walter Weller (1991-1996
- Bryden Thomson (1988-1990)
- Neeme Järvi (1984-1988)
- Alexander Gibson (1959-1984)
- Hans Swarowsky (1957-1959)
- Karl Rankl (1952-1957)
- Walter Susskind (1946-1952)
- Warwick Braithwaite (1940-1946)
- George Szell (1937-1939)
- John Barbirolli (1933-1936)
- Vladimir Golschmann (1928-1930)
- Václav Talich (1926-1927)
- Landon Ronald (1916-1920)
- Emil Młynarski (1910-1916)
- Frederic Cowen (1900-1910)
- Max Bruch (1898-1900)
- Willem Kes (1895-1898)
- George Henschel (1893-1895)